# Gyllene porten, Jerusalem

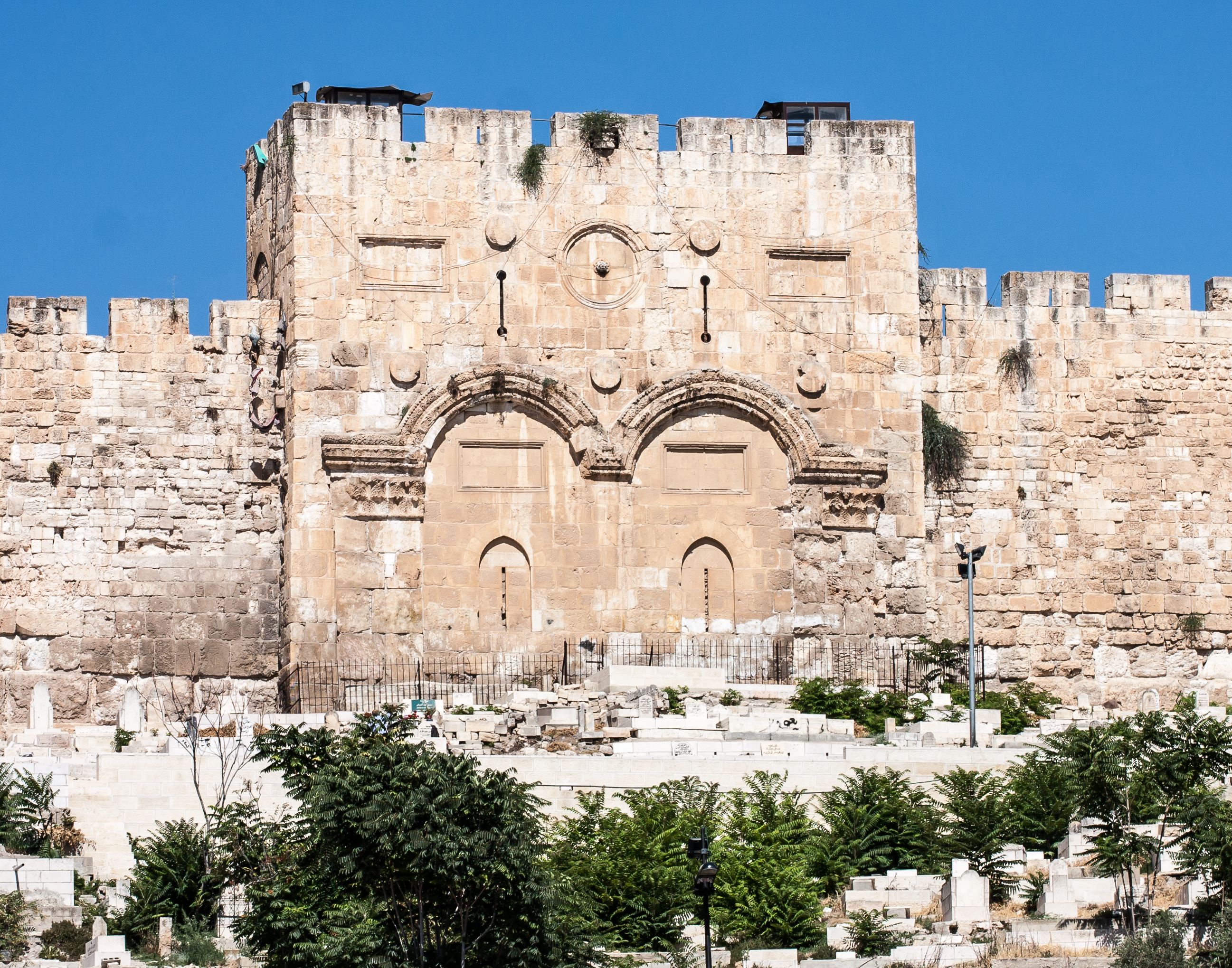
Den gyllene porten, Sha'ar Harachamim

Den gyllene porten, som den kallas i kristen litteratur, är den äldsta av de nuvarande portarna i Gamla Jerusalems stadsmur. Porten finns i mitten av den östra sidan av Tempelberget. På arabiska är porten känd som det eviga livets port. I gamla tider var porten känd som den vackra porten. Den gyllene porten är en av få förseglade portar i Gamla Jerusalems stadsmur.

## Historia
Rester av en mycket äldre port, som kan dateras tillbaka till det andra judiska templets tid, hittades. Den nuvarande byggdes förmodligen på 520-talet e.Kr, som en del av Justinianus I:s byggnadsprogram i Jerusalem, ovanpå ruinerna av den tidigare porten i muren. En alternativ teori hävdar att den byggdes under senare hälften av 600-talet av bysantinska hantverkare anställda av umayyadiska kalifer.
Den tidigare porten på samma plats tros ha använts för rituella ändamål under biblisk tid.

## Religiös betydelse
Enligt judisk tradition brukade Shekhinah (שכינה), den gudomliga närvaron, framträda och gå genom denna port och kommer att visas igen när Messias kommer (Hesekiel 44:1-3) och en ny port ersätter den nuvarande; det är därför judar brukade be om nåd vid den gamla porten på denna plats. Därav namnet Sha'ar Harachamim (שער הרחמים), Nådeporten. I kristna apokryfa skrifter var porten skådeplats för ett möte mellan Marias föräldrar  Joakim och Anna.   De bådas möte vid den gyllene porten blev därför ett vanligt motiv i målningar som avbildade scener ur Jungfru Marie liv. 
I judisk tradition är Gyllene porten den genom vilken Messias kommer att träda in i Jerusalem. Den osmanske sultanen Süleyman I spärrade av porten 1541 för att förhindra Messias inträde. Muslimerna anlade också en begravningsplats framför porten, i tron att föregångaren till Messias, Elia, inte skulle kunna passera eftersom han är en kohen. Det var dock felaktigt eftersom en kohen har tillåtelse att besöka en begravningsplats där i första hand icke-judar är begravda.